# 巴音敖包苏木 (四子王旗)
巴音敖包苏木是中华人民共和国内蒙古自治区乌兰察布市四子王旗下辖的一个苏木。
2012年1月20日，内蒙古自治区人民政府批复同意从江岸苏木和红格尔苏木划出部分区域，设置巴音敖包苏木，辖布力格、噶少、夏布格、达赖4个嘎查，苏木政府驻地巴楞少。

## 行政区划
巴音敖包苏木下辖以下村级行政区划单位：
布力格嘎查牧委会、夏布格嘎查牧委会、噶少嘎查牧委会和达赖嘎查。

## 交通
- 209省道